# Andy Biersack
Andrew Dennis Biersack, detto Andy (Cincinnati, 26 dicembre 1990), è un cantante e pianista statunitense, frontman e fondatore della band statunitense Black Veil Brides.
Nel maggio 2014, ha iniziato un progetto musicale da solista sotto il nome Andy Black, ha pubblicato il suo album di debutto, The Shadow Side, nel 2016.

## Biografia
Andy Biersack è nato a Cincinnati da Chris e Amy Biersack; nel periodo dell'adolescenza era costantemente preso di mira dai bulli della sua scuola per via del suo modo di vestirsi e comportarsi e fu in questi anni che si innamorò della poesia, scrivendo molti componimenti e canzoni. Durante questo periodo, sulla piattaforma MySpace, usava l'epiteto "Andy Sixx" in onore del suo idolo, il bassista dei Mötley Crüe Nikki Sixx, che poi cambiò in "Six" (come il numero di maglia che aveva nella squadra di hockey su ghiaccio della scuola) e che poi abbandonerà definitivamente nel 2011.

## Carriera

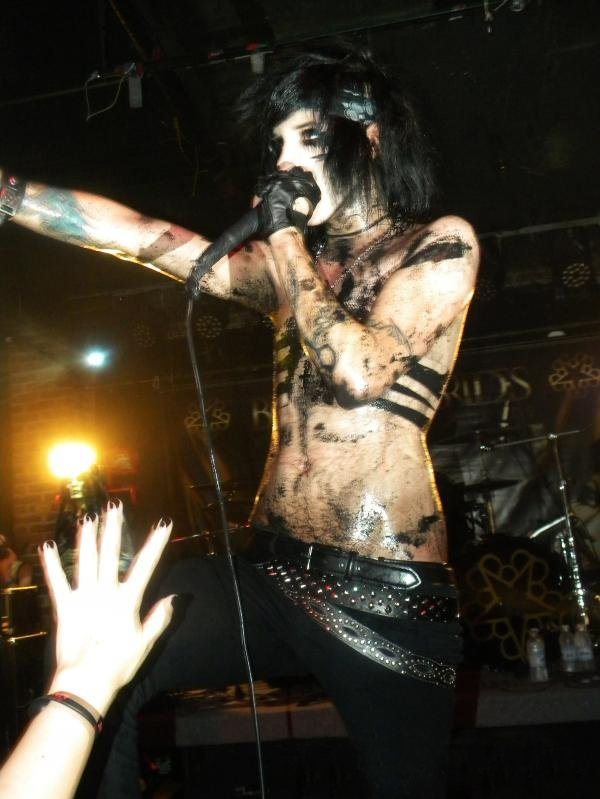
Andy con la band Black Veil Brides a Cleveland

La sua carriera musicale è iniziata all'età di quattordici anni grazie agli insegnamenti del padre, membro di una band punk chiamata "The Edge". Il nome della sua prima band era "Biersack", con cui fece cover di gruppi come Alkaline Trio e Misfits; dopo aver cominciato a distribuire le sue canzoni a tutte le persone della sua scuola per farsi conoscere in giro, il gruppo è cresciuto fino a diventare i Black Veil Brides.
Nel settembre 2009 hanno firmato un contratto con la casa discografica StanBy Records e iniziarono subito a registrare e fare progetti per un eventuale tour: nel dicembre organizzarono infatti la loro prima tournée statunitense, chiamata "On Leather Wings", mentre l'album di debutto, We Stitch These Wounds, fu pubblicato il 20 luglio 2010 e vendette oltre 10 000 copie nella prima settimana, arrivando alla trentaseiesima posizione della Billboard 200 e al primo posto della Independent Albums.
Il secondo album, Set The World On Fire, fu pubblicato il 14 giugno 2011 dalla Lava Records e arrivò al diciassettesimo posto della Billboard 200, al terzo della classifica degli album Rock e al secondo della classifica degli album hard rock. Durante l'estate il gruppo organizzò il primo tour europeo, il Warped Tour. L'8 gennaio 2013 la Lava Records ha pubblicato il terzo album della band, Wretched and Divine, il cui singolo Unbroken venne inserito nella colonna sonora del film campione d'incassi The Avengers.
Nel maggio 2014 Biersack rivelò alla rivista Kerrang! che stava lavorando a un nuovo progetto musicale da solista al di fuori dei Black Veil Brides che si sarebbe chiamato "Andy Black", spiegando che esso avrebbe avuto un suono completamente diverso da quello della band ispirato dal suo amore per il synth degli anni '80 e per la musica goth e che lavorerà con il produttore ufficiale dei Black Veil Brides John Feldmann. Il 19 maggio ha debuttato online con la sua prima canzone, They Don't Need to Understand, con un video musicale distribuito attraverso Hot Topic. Nel marzo 2016, con il singolo We Don't Have To Dance, anticipa il suo primo album da solista The Shadow Side, uscito il 6 maggio dello stesso anno; nel corso dell'estate si terrà l'Homecoming Tour.
Ha recitato una piccola parte nello spot pubblicitario "Confetti" della AT&T e appare per trenta secondi nello spot "Jumped" della Montana Meth; è stato ospite d'onore nella serie web Averange Joe il cui regista è Joe Flanders, cugino di Andy. Nel 2017 ha partecipato al cast di American Satan.
Il 15 febbraio 2019, Biersack ha annunciato il suo secondo album, The Ghost of Ohio, uscito il 12 aprile 2019. Il singolo principale dell'album Westwood Road è stato pubblicato lo stesso giorno.

## Vita privata

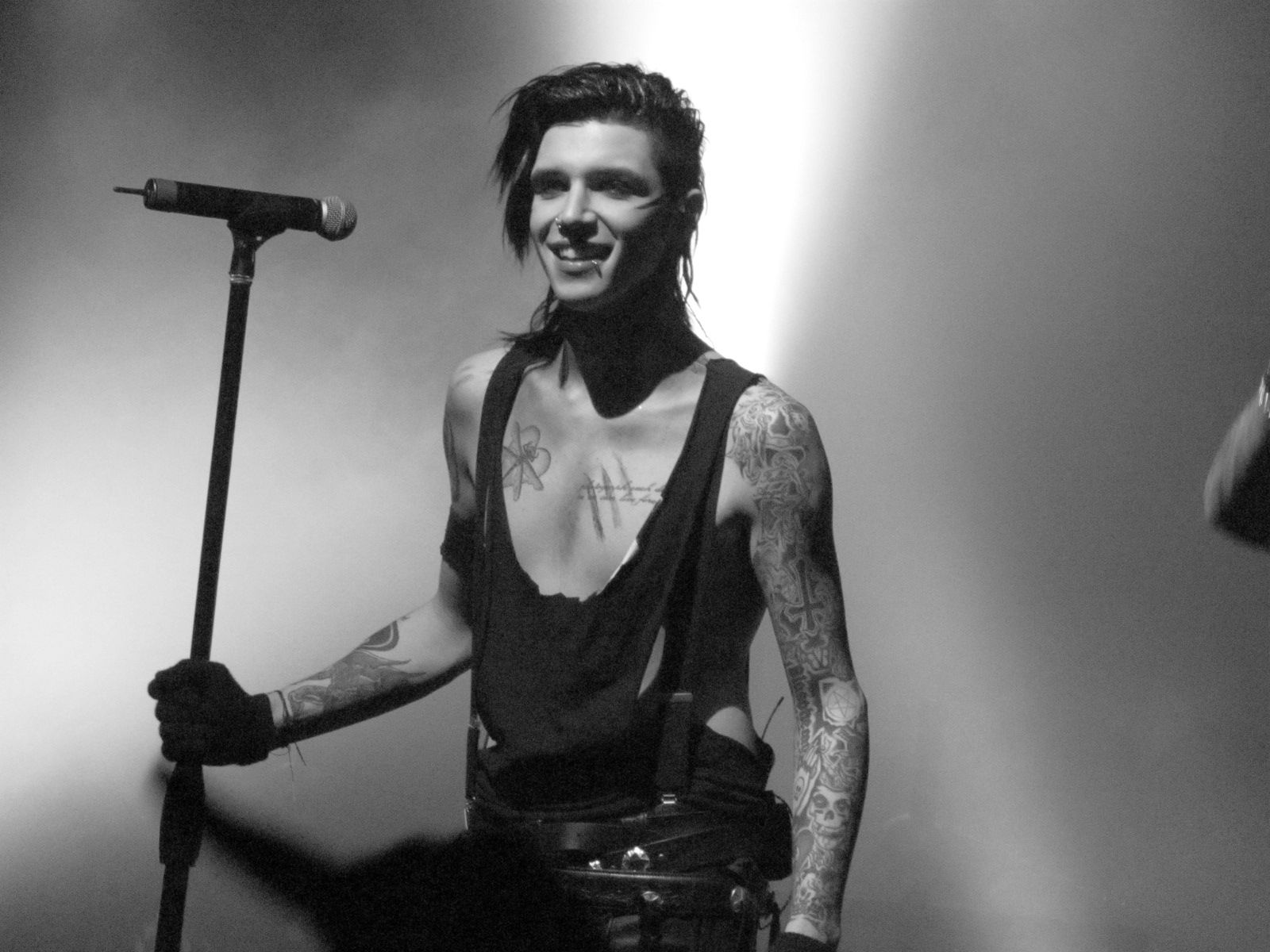
Andy con la band Black Veil Brides nel gennaio 2013

Nell'aprile 2016 Biersack è convolato a nozze con la cantante Juliet Simms. Il 30 ottobre 2016 è stato coinvolto in un alterco con la moglie su un volo di ritorno a Los Angeles: secondo la testimonianza video fornita dall'attrice pornografica Mary Carey, la Simms ha colpito due volte in faccia il marito con forza; la Carey ha anche affermato che la Simms si è colpita da sola in faccia con le manette della compagnia aerea fino a quando il suo naso ha iniziato a sanguinare, sostenendo che si stava difendendo da Biersack. In un video registrato da un altro passeggero la Simms ha accusato Biersack di averle rotto le costole sebbene diversi testimoni abbiano affermato che Biersack non ha mai alzato le mani sulla donna. In seguito all'incidente entrambi hanno rilasciato delle dichiarazioni sugli effetti dell'alcol ma hanno anche sottolineato di non essersi separati.
Il cantante si è dichiarato un grande fan dei fumetti e ha elencato come suoi albi preferiti Batman: Knightfall, V For Vendetta, Batman: Hush e Kingdom Come.

### Lesioni sul palcoscenico
Biersack ha subito diversi infortuni esibendosi con i Black Veil Brides: tra i più spettacolari si può citare la caduta da un pilastro alto cinque metri il 18 giugno 2011 a Hollywood; nel tentativo di tornare sul palco, è caduto sbattendo la cassa toracica, le ginocchia e il cranio sul bordo, il che ha provocato la rottura di tre costole. Questo infortunio ha fatto perdere al gruppo la prima settimana del Vans Warped Tour.
Il 26 ottobre 2011 si è invece rotto il naso mentre si esibiva in un concerto in Lussemburgo, con conseguente ritardo nelle date del tour.

## Discografia

### Con i Black Veil Brides
- 2010 – We Stitch These Wounds
- 2011 – Set The World On Fire
- 2013 – Wretched and Divine: The Story of the Wild Ones
- 2014 – Black Veil Brides IV
- 2018 – Vale
- 2021 - The Phantom Tomorrow

### Andy Black
- 2016 – The Shadow Side
- 2019 – The Ghost of Ohio